# 美国阿肯色东区联邦地区法院
美国阿肯色东区联邦地区法院（引用时缩写为E.D. Ark.）是美国94个、阿肯色州2个联邦地区法院之一。该法院审理后的案件需上诉至第八巡回法院，专利及《塔克法案》相关的案件需上诉至联邦巡回区法院。该法院位于小石城 (阿肯色州)，司法管辖权覆盖阿肯色州43个郡。